# Заметки в поисках африканского Ореста
«Заме́тки в по́исках африка́нского Оре́́ста» — итальянский фильм 1970 года режиссёра Пьера Паоло Пазолини о подготовке создания фильма как версии об Оресте в Африке.

## Сюжет
Фильм начинается как кинематографические записки Пазолини в поисках мест и актеров с комментариями автора — «возможно, это будет моя Электра». Затем вернувшись из Африки в Рим, он приглашает двух исполнителей и джаз-банду на музыкальную сессию. Потом приглашает группу африканских студентов в Римский университет Ла Сапиенца, чтобы узнать мнение о его заметках и услышать их комментарии. Они вежливо, но ясно объясняют, что Африка, которую он вообразил, имеет мало общего с столь разнообразной современной действительностью. И что обращение к ней как древней европейской легенде, было глупо.
Африканский Орест так и не был снят.
Фильм был показан на Каннском кинофестивале в 1976 году, но не вошёл в основную программу.

## В ролях
- Gato Barbieri — музыкант: саксофон
- Donald F. мое —  музыкант: барабаны
- Марчелло Melio — музыкант: контрабас
- Ивонн Мюррей (певица) — певица
- Арчи Savage — певец
- Пьер Паоло Пазолини — от автора (в титрах не указан)